# Stranger in a Strange Land (Lost)
 For alternative betydninger, se Stranger in a Strange Land. (Se også artikler, som begynder med Stranger in a Strange Land)
"Stranger in a Strange Land" er det 56. afsnit af tv-serien Lost. Episoden blev instrueret af Paris Barclay og skrevet af Elizabeth Sarnoff & Christina M. Kim. Det blev første gang udsendt 21. februar 2007, og karakteren Jack Shephard vises i afsnittets flashbacks.